# Émile Brumpt
Alexandre Joseph Émile Brumpt est un parasitologue, né le 10 mars 1877 à Paris 16e et mort le 7 juillet 1951 à Paris 6e. Il est considéré comme le plus important parasitologue français de son temps, en tant que chercheur et en tant qu'enseignant. 

## Biographie

### Famille
Sa famille est originaire d'Alsace. Émile est le fils d'Alexandre Brumpt, né à Guebwiller, compositeur, professeur de musique et organiste, et de Clara del Rosario Navarro d'origine espagnole.
Il épouse Renée Galliard, sœur d'Henri Galliard. Ils auront six enfants dont Lucien Charles Brumpt (1910-1999), professeur de pathologie exotique à la faculté de Médecine de Paris en 1966, et membre de l'Académie de médecine.

### Études
Il fait ses études secondaires au lycée Janson-de-Sailly à Paris. Bachelier ès sciences, il étudie la zoologie, la géologie et la botanique dans le laboratoire de Henri de Lacaze-Duthiers.
Il est licencié en sciences naturelles, et certifié en chimie générale en 1896. En 1901, il obtient un doctorat de sciences sur la reproduction des hirudinées (sangsues), et voyage avec le comte Robert Du Bourg de Bozas en Éthiopie, dans le Haut-Nil et au Congo. Il assiste l'explorateur jusqu'à sa mort et laisse une longue description de l'évolution de la crise de paludisme dont celui-ci est victime.
Il effectue simultanément des études de médecine, il est externe des hôpitaux en 1898. En 1906, il soutient une thèse de doctorat en médecine sur les mycétomes, avec prix de thèse et médaille d'argent.

### Carrière
En 1895, il est attaché au laboratoire de Raphaël Blanchard, et se consacre à la parasitologie. En 1903, il est chef de travaux pratiques de parasitologie à l'Institut de médecine coloniale de Paris.
En 1913, il effectue des missions scientifiques au Brésil, en étant professeur de parasitologie à l'Université de Sao Paulo. En 1914, il quitte le Brésil pour servir dans la 7e armée française, comme médecine aide-major, puis médecin-major.
En 1919, il obtient la chaire de parasitologie de la faculté de médecine de Paris, et succède à Blanchard décédé à la chaire d'Histoire naturelle médicale.
En 1924, il est expert en paludisme et maladie du sommeil auprès de l'Organisation d'Hygiène de la Société des Nations ; et en 1927, il est nommé professeur honoraire de la faculté de médecine de Montévidéo.
De 1925 à 1930, il est chargé de plusieurs missions contre le paludisme en Espagne et en Corse. 
Dans les années 1930, il se fait remplacer dans ses cours à Paris par Henri Galliard. il effectue diverses missions de d'enseignement et de recherches en Indochine, Chine, Japon et URSS., ainsi qu'en Amérique latine. 
En 1933, il contracte la fièvre pourprée des montagnes rocheuses en l'étudiant dans son laboratoire. Il échappe de peu à la mort, mais il en garde des séquelles qui le conduiront, dans les dernières années de sa vie, vers une paraplégie et une vie en fauteuil roulant.
Il est professeur honoraire en 1948.

## Travaux
En tant qu'enseignant, il forme de très nombreux élèves, futurs chercheurs connus. Son laboratoire à la Faculté de médecine de Paris était « la Mecque » des parasitologues.
Brumpt est crédité de très nombreuses découvertes dans divers groupes de parasites. Ses travaux représentent 376 publications scientifiques, dont 60 articles sur les trypanosomes.
En 1903, pendant une épidémie en Afrique centrale, il est l'un des premiers à reconnaître Trypanosoma gambiense (renommé T. brucei) comme agent de la maladie du sommeil, et à suggérer sa transmission par une glossine ou mouche tsé-tsé.
En 1912, il décrit le cycle de vie de T. cruzi, comme agent de la maladie de Chagas, et ses insectes vecteurs. Dans cette maladie,  il introduit la technique du « xenodiagnostic » qui consiste à diagnostiquer une maladie parasitaire, en recherchant l'agent causal dans l'hôte vecteur intermédiaire, lui-même infecté par le sang du malade.
En 1925, il découvre chez l'homme une amibe non pathogène, entamoeba dispar, proche de entamoeba histolytica (pathogène). En 1935, il découvre chez les poulets à Ceylan (devenu Sri Lanka)  Plasmodium gallinaceum, un des agents du paludisme aviaire.
En 1926, il introduit en Corse, un poisson américain, la Gambusie, qui se nourrit de larves de moustiques, pour lutter contre le paludisme.
Il étudie la babésiose, les Theileria, Borrelia, Rickettsia et Bartonella. Il éclaircit de nombreux points sur les schistosomes, l'onchocercose, les leishmanioses, et les filarioses.
En 1906, il avait fait sa thèse de médecine sur les mycétomes. Il a poursuivi ses recherches sur les champignons pathogènes chez l'homme et l'animal. Un de ses derniers travaux notables est une publication en 1941 sur les entomophtorales qui parasitent les moustiques. 
De nombreuses espèces de parasites portent son nom comme Plasmodium brumpti, Xenocoeloma brumpti (copépode parasite), Culex brumpti, ainsi qu'un genre de phlébotomes Brumptomyia.

## Distinctions
- Officier d'académie de l'Instruction publique (1911).
- membre de l'Académie de Médecine (1919), puis vice-président, et membre émérite en 1948.
- membre de l'Académie des sciences coloniales (1925).
- Médaille d'or des épidémies (1935).
- Commandeur de la Légion d'honneur (1939).

Il est aussi membre de l'Académie vétérinaire de France, et de nombreuses Académies médicales étrangères (Turin, Rio de Janeiro, Bruxelles, Rome...).

## Œuvres et publications
- Reproduction des hirudinées (Thèse de doctorat ès sciences). Lille : Le Bigot frères, 1901, 157 p.
- Les Mycétomes (Thèse de doctorat en médecine). Paris, 1906, 94 p.
- Paludisme aviaire: Plasmodium gallinaceum n. sp. de la poule domestique. CR Hebd. Séances Acad. Sci., 1935.
- Précis de parasitologie, Paris, Masson, 1910, 915 p., six éditions jusqu'en 1949.

Il est le fondateur et directeur des Annales de parasitologie humaine et comparée (1923).
Ses nombreux articles de parasitologie se trouvent dans les Comptes rendus de la Société de biologie ; la Presse médicale ; le Bulletin de la Société zoologique de France.